# 中国共产党第十八次全国代表大会代表名单
下面列出中国共产党第十八次全国代表大会代表名单（简称中共十八大代表），共2270名，包括40个选举单位选举产生的代表和中共中央另行决定的特邀代表。其中2名代表在名单公布后因病去世，大会应出席代表2,268名。

## 中央机关

### 中央国家机关（184名）
于广洲、于魁智（回族）、万季飞、马凯、马军胜、马尚权、马建堂、马朝旭、王军、王侠（女）、王航、王万宾、王光亚、王伟光、王志刚、王志庚、王作安、王国强、王念法、王学军、王晓红（女）、王培安、王新宪、王德学、支树平、尤权、仇鸿（女）、仇保兴、丹珠昂奔（藏族）、方新（女）、方金英（女）、尹力、尹蔚民、孔彦鸿（女）、邓红蒂（女）、叶阳升、田力普、付文韬、付建华、白春礼（满族）、匡尚富、毕井泉、朱明、朱之鑫、任正晓、刘鹏、刘煜、刘玉亭、刘利华、刘金国、刘铁男、刘家义、刘赐贵、孙大伟、孙毅彪、杜玉波、杜占元、杜翠兰（女）、李伟、李燕（女）、李小林（女）、李习臻（女）、李乐民、李立国、李亚茹（女）、李兴华、李克明、李连宁、李玫瑾（女）、李国华、李国英、李宝荣、李建华、李适时、李海峰（女）、李家洋、李家祥、杨晶（蒙古族）、杨士秋、杨传堂、杨志明、杨衍银（女）、杨洁篪、杨焕宁、励小捷、肖捷、肖亚庆、吴一戎、吴爱英（女）、吴新雄、邱进、邱学强、何岩（满族）、何萍（女）、何立富、余欣荣、汪民、汪永清、沈德咏、宋大涵、张平、张军、张茅、张勇、张宇燕、张志军、张苏军、张丽萍（中科院）（女）、张丽萍（边防）（女）、张来武、张建龙、张建国、张海迪（女）、陈雷、陈颖（女）、陈进玉、陈求发（苗族）、陈宜瑜、陈建民、陈德铭、邵芸（女）、邵琪伟、苗圩、范小建、罗黎明（壮族）、周英（女）、周济、周生贤、周伯华、郑智（女，回族）、郑国光、项兆伦、赵大程、赵少华（女，满族）、赵白鸽（女）、赵宏博（满族）、赵树丛、胡伟武、胡泽君（女）、柳斌杰、俞峰、俞贵麟、姜伟新、贺化、骆芃芃（女）、袁贵仁、耿惠昌、聂卫国、顾新（女）、徐绍史、徐德明（满族）、翁孟勇、高虎城、郭晓霞（女）、诸葛彩华（女）、黄明、黄浩涛、盛光祖、常荣军、鄂竟平、章启月（女）、梁东明、董大胜、蒋建国、韩俊、韩长赋、景蕊莲（女）、傅莹（女，蒙古族）、傅小兰（女）、焦焕成、谢伏瞻、谢旭人、赖亚文（女）、詹文龙、解学智、解振华、窦玉沛、蔡武、蔡昉、蔡振华、廖晓军、谭铁牛、穆虹、戴相龙

### 中直机关（108名）
于殿利、马馼（女）、王伟、王晓、王晨、王瑶（女）、王毅、王玉普、王东明、王尔乘、王仲田、王秀峰、王拥军、王京清、王秦丰、王家瑞、牛京辉（女）、卢新宁（女）、叶小文、申维辰、田进、令计划、朱玉（女）、朱灵、任贵祥、全哲洙（朝鲜族）、刘鹤、刘万永、刘结一、衣俊卿、安七一、许鹏（满族）、许士平、孙志军、孙怀山、李冰、李从军、李书磊、李玉赋、李东生、李宝善、李景田（满族）、李智勇、李瑞英（女）、杨冬权、杨冬梅（女）、杨金永、杨彩霞（女）、吴玉良、何平、何勇、何东平、何毅亭、余宁、冷溶、沈永社、沈跃跃（女）、沈蓓莉（女）、宋秀岩（女）、张立军、张纪南、张研农、张秋俭（女）、张裔炯、陆昊、阿不来提·阿不都热西提（维吾尔族）、陈希、陈豪、陈久松、陈元丰、陈凤翔、陈世炬、陈扬勇、陈秀榕（女）、陈宝生、陈锡文、陈冀平、林军、欧阳淞、卓松盛、周强、周本顺、周明伟、孟学农、赵实（女）、赵胜轩、胡占凡、姚增科、夏勇、柴方国、钱岩（女）、铁凝（女）、徐延豪、徐如俊、陶治国、黄树贤、萨仁高娃（女，蒙古族）、曹清、崔少鹏、裘援平（女）、蔡名照、蔡赴朝、雒树刚、廖玒、谭跃、翟惠生、潘盛洲、霍克

### 中央企业系统（52名）
才让（藏族）、马兴瑞、王勇、王乐泉、王会生、王宜林、王晓初、田升平（女，土家族）、宁高宁、乔保平、任建新、任洪斌、庄卫东、刘凌（女）、刘明忠、刘振亚、许达哲、许敬银、孙勤、孙玉山、芮晓武、李长进、李庆奎、李秀玲（女）、李明星（朝鲜族）、吴江、吴志梁、宋志平、张国清、张喜武、张雅东、邵宁、林左鸣、欧清莲（女）、易军、金阳、金亚萍（女）、胡芝娟（女）、胡问鸣、黄丹华（女）、黄淑和、曹培玺、常小兵、崔宝华（女）、康红普、蒋洁敏、韩国明、谢元立、强卫东、熊维平、熊群力、穆占英

### 中央金融系统（42名）
王毅、王华庆、王珍军、王洪章、文菊田（女）、叶又升、刘艳（女，回族）、刘娟（女）、刘士余、刘梅生、江山（羌族）、许龙、李筠（女）、李礼辉、李若谷、杨明生、杨凯生、肖钢、吴焰、邱开植、张云、张建国、张福荣、陈元、尚福林、易纲、金颖颖（女）、周小川、郑晖、郑之杰、项俊波、胡怀邦、胡晓炼（女）、姜建清、桂敏杰（满族）、郭利根、郭树清、唐双宁（满族）、常振明、蒋超良、楼继伟、蔡淑娟（女）

## 地方

### 北京市（64名）
于丹（女）、马辛（女，回族）、王东、王宁、王欢（女）、王永健、王安顺、王克荣（女）、王莉娜（女）、支芬（女）、巨晓林、牛有成、厉莉（女）、卢希（女）、叶青纯、吉林、吕锡文（女）、朱利君、朱善璐、任晓云、刘伟、刘宏（女，满族）、刘林、刘淇、刘美莲（女）、孙杰（女）、孙素芬（女）、杜德印、李士祥、李东晓、李银环（女）、李瑞华（女）、杨艺文（女）、杨凤一（女）、杨柳荫、邱水平、佟丽华（满族）、汪先永、沙秀华（女，回族）、宋鱼水（女）、张莉（女）、张雪（女）、张延昆、张学记、张建东、陈刚（市委常委、副市长）、陈刚（市委常委）、陈颖（女）、林克庆、赵凤桐、赵津芳（女）、胡和平、胡鞍钢、侯君舒、贾庆林、徐和谊（回族）、郭金龙、隋振江、彭燕（女，彝族）、董志毅、韩子荣（女）、傅政华、焦若愚、鲁炜

### 天津市（48名）
王月华（女）、王贺胜、尤立红（女）、尹德明、孔祥瑞、史莲喜（女）、付玉玲（女）、冯力（女）、冯志江、邢元敏、吕福春、刘春海、刘胜玉、关牧村（女，满族）、孙培茹（女）、杜彩霞（女）、李小英（女）、李国文、李国林、李金亮、李福明、杨栋梁、杨福刚、肖怀远、吴卫凤（女）、何立峰、何晓霞（女，满族）、沈东海、张勇、张颖（女）、张兵兵（女）、张国庆、张建津、张桂华（女）、张高丽、苟利军、周克丽（女）、赵建国、赵海山、袁滨渤（女）、徐文华、黄兴国、崔津渡、散襄军、温家宝、臧献甫、薛进文、戴林

### 上海市（73名）
于井子（女）、习近平、马珏（女）、马卫星（女）、王坚、王琍（女）、王曦、卞百平、方惠萍（女）、印海蓉（女）、包涵（女）、冯国勤、吉晓辉、朱虹（女）、朱芝松、朱慧慧（女）刘云耕]]、刘绍勇、[[刘恩芳（女）、许立荣、许德明、孙潮、严林妹（女）、李君（女）、李希、杨荣（女）、杨雄、杨如明（女）、杨建荣、杨振武、杨晓渡、吴志明、何敏娟（女）、应勇、沈晓明、张杰、陆静（女）、陈峥（女）、陈虹、陈寅、陈克宏、林湘、金壮龙、金建忠、周波、周国雄、钟燕群（女）、俞正声、洪刚、洪汉英（女，锡伯族）、徐征、徐麟、徐乐江、徐建光、徐爱蓉（女）、徐逸波、殷一璀（女）、奚美娟（女）、高亢、黄薇（女）、黄胜强、盛莉（女）、盛亚飞、崔明华、屠光绍、彭沉雷、韩正、焦扬（女）、慎海雄、谭金凤（女）、潘敏、潘志纯、薛明扬

### 重庆市（42名）
马正其、王亚非（女）、王显刚、冉元智（女，土家族）、代小红（女）、向晓波、刘伟、刘英（女）、刘强、刘学普（土家族）、严克美（女）、杜和平、杨大可、杨培增、何玉林、沐华平、张轩（女）、张德江、陈国齐（女，土家族）、陈和平、范照兵、罗莉（女）、罗成友、周旭、周勇（长寿区）、周月华（女）、周亚平、周晓琳（女，苗族）、郑向东、夏祖相、徐松南、徐留平、徐敬业、翁杰明、黄奇帆、黄蓉生（女）、康厚明、彭瑶玲（女）、程志毅、谭家玲（女）、燕平、滕宏伟

### 河北省（62名）
马建勋、王三堂、王连芹（女）、王社平、王岳森、王洪瑞、王晓东、王爱民、王雪峰、王淑玲（女）、毛全球、计卫舸、卢怀玉、叶连松、付志方、刘可为、刘延东（女）、刘荣秀（女）、刘教民、江波、安凤玲（女）、许宁、孙正运、孙瑞彬、李梅素（女）、杨永山、杨崇勇（满族）、杨新建、宋长瑞、宋恩华、张越、张文市、张古江、张庆伟、张庆黎、张香云（女）、张雪松（回族）、陈丽（女）、武洪涛（女）、范振喜（满族）、林秀贞（女）、周杰、郑雪碧、郑喜兰（女）、赵红、赵勇、赵玉建、赵世洪（满族）、赵国岭、赵德平、郝建标、秦红彦（女）、郭华、郭娜（女）、郭大建、曹素华（女）、商黎光、梁滨、董经纬、景春华、臧胜业、魏建军

### 山西省（42名）
丰立祥、王君、王元林、王岐山、王茂设、王雷雨、牛国栋、申联彬、田喜荣、白云（女）、毕腊英（女）、汤涛、安建香（女）、许小红（女）、孙宏原、李菲（女）、李小鹏、李仁和、李立功、李兆前、李培斌、杨怀恩、杨艳荣（女）、余晓兰（女）、宋金锋、张璞、张九萍（女）、张义平、陈川平、武华太、罗清宇、金道铭（满族）、周建民、郑建国、赵丽琴（女）、洪发科、袁纯清、原贵生、高卫东、董洪运、谢涛（女）、薛延忠

### 辽宁省（63名）
王阳、王珉、王萍（女）、王辉（女）、王潜、王文权、王立科（满族）、王金笛、王俊莲（女）、乌云其木格（女，蒙古族）、方丽（女）、白金霞（女）、冮瑞（满族）、全燮（朝鲜族）、刘强、刘日辉（女）、刘艳梅（女）、关凤艳（女，满族）、关锡友（满族）、孙兆林、孙国相、孙建设、孙家学、李峰、李晓东、吴忠琼（女）、何晶（女，蒙古族）、谷春立、辛桂梓、宋国锋、张江、张瑗（女）、张文岳、张国敏、张晓刚、张晓芳（女）、陈政高、陈铁新、范文学、季风岚（女）、岳福洪、周灏、周忠轩、郑玉焯、赵国红（女）、赵淑艳（女）、闻世震、夏德仁、钱学余、徐占海、徐茂庆、高福军（满族）、郭立新（女，满族）、郭明义、唐军、唐志国、梅月英（女，满族）、曾维、裴宏斌、熊博力（白族）、潘利国、戴玉林、魏小鹏

### 吉林省（37名）
万宇（女）、王刚、王云坤、王光军、王志霞（女）、王常松、王儒林、巴音朝鲁（蒙古族）、吕清森、朱玉林、乔淑萍（女）、刘平（女）、刘丽娟（女）、刘保威、刘喜杰、关德伟（女）、孙政才、李伟、李万君、李元实（女，朝鲜族）、李晋修、张安顺、张晓霈、张晶莹（女）、陈伦、陈德文、林松淑（女，朝鲜族）、竺延风、金涛（回族）、姜有为、徐晗（满族）、徐建一、高广滨、黄燕明、曹和平、隋忠诚、韩丽（女）

### 黑龙江省（50名）
丁一平（女）、于凤（女）、于雪梅（女）、马兵、王影、王永春、王兆力、王树权、王彦林、王宪魁、王爱文、王淑媛（女，蒙古族）、尤明国（赫哲族）、艾平（女）、付晓秋（女）、吉炳轩、曲春艳（女）、朱清文、刘刚（回族）、关霄梅（女，满族）、许兆君、孙珅、孙维本、杜吉明、杜宇新、杜家毫、李显刚、李新民、杨宝峰、肖建春、吴生富、何元、邹磊、张亚中、张宪军、张爱民（女）、张晶川、林铎、孟广彬、郝会龙、钱丽敏（女，蒙古族）、徐梅（女）、徐泽洲、高金芳（女）、黄建盛、曹磊（女，回族）、盖如垠、韩学键、韩贵清、戴秉国（土家族）

### 江苏省（70名）
丁大卫、马秋林、王生、王民、王奇、邓建军、石磊、石泰峰、弘强（女）、邢春宁（女）、朱爱华（女）、刘永忠、刘捍东、江里程、孙晓云（女）、李强、李云峰、李学勇、李源潮、杨卫泽、杨新力、肖爱华（女）、时庆梅（女）、吴协恩、张雷、张云泉、张礼祥、张兴中、张连珍（女）、张雨柏、张敬华、陈明冠、陈秋燕（女）、陈焕友、陈惠娟（女）、陈震宁、陈燕萍（女）、罗志军、金燕（女，回族）、周海江、郑翔（女）、赵鹏、胡锦涛、侯晶晶（女）、洪银兴、顾芗（女）、钱燕（女）、徐南平、郭广银（女）、唐艳（女）、唐真亚、唐慧娟（女）、黄莉新（女）、曹新平、常德盛、阎立、梁保华、董启彬、蒋宏坤、蒋建明、蒋洪亮、韩克勤（女）、韩培信、韩筱筠（女）、程军荣、谢正义、管爱国、缪瑞林、薛正红（女）、戴银霞（女）

### 浙江省（50名）
王辉忠、尤晓辉、卢子跃、叶幼青、冯亚丽（女）、任泽民、刘国红、孙文友、孙景淼、李强、李卫宁、李世中、吴菊萍（女）、何加顺、宋昌美（女）、张龙生、张金如、张鸿铭、陈一新、陈辽敏（女）、陈伟俊、陈玲玲（女）、陈美兰（女）、陈铁雄、陈德荣、茅临生、金建婵（女）、金德水、周艳（女）、郑初一、孟关良、赵一德、赵洪祝、胡晓丽（女）、钟杏菊（女）、俞佳友、俞复玲（女）、夏宝龙、钱巨炎、钱晓芳（女）、翁丽芬（女）、黄坤明、梁黎明（女）、葛慧君（女）、韩喜球（女）、雷洁畅（女，畲族）、路甬祥、蔡奇、蔡芳英（女）、薛驹

### 安徽省（56名）
丁俊、王炯、王坤友、王明方、王宾宜、王福宏、方春明、尹同跃、邢春桂（女）、毕美家、朱读稳、刘莉（女）、江山、许武、许崇信、孙云飞、孙金龙、李斌（女）、李宏鸣、李昌勤、李建辉、杨杰、杨苗苗（女）、杨振超、吴存荣、吴邦国、吴曼青、何云（女）、汪术华、汪雪艳（女）、沙圣虎、沈素琍（女）、宋卫平、张华建、张宏妹（女）、张国富、张宝顺、张亮亮、陈强、陈启涛、陈树隆、金玉琴（女，布依族）、郑为文、房玫（女）、姚玉舟、徐辉、徐立全、高登榜、唐承沛、黄红（女）、葛浩新、程艺、储诒权、童怀伟、詹夏来、臧世凯

### 福建省（41名）
于伟国、王云（女）、牛纪刚、叶智勇、兰臻（女，畲族）、冯鸿昌、刘群英（女）、孙春兰（女）、苏树林、李凤荣、李国锋、杨岳、杨根生、张英（女）、张昌平、陈冬、陈桦（女）、陈小平、陈文清、陈至立（女）、陈明义、陈建新（女）、林丹（女）、林玲（女）、郑栅洁、姜信治、贺国强、袁荣祥、徐钢、黄小晶、黄晓炎、黄琪玉、龚清概、梁绮萍（女）、谢华安、雷春美（女，畲族）、詹红荔（女）、蔡玉美（女）、裴金佳、廖小军、廖德方

### 江西省（42名）
丁友生、万林生、王萍（女）、王文涛、王冬新、王秋荣、邓保生、史文清（蒙古族）、邢镭、向东、刘卫红、刘和平、苏荣、李安泽、李金霞（女）、李贻煌、杨玉梁、陈永华（女）、陈兴超、陈勇琦、尚勇、罗玉英（女）、金紫薇（女）、赵智勇、钟利贵、钟炳明、袁政海、莫建成、凌成兴、黄跃金、黄路生、曹建明、曹晓桃（女）、龚建华、龚德凌、鹿心社、董仚生、舒晓琴（女）、曾庆红（女）、谢亦森、廖泽方、谭良才

### 山东省（75名）
马平昌、王敏、王磊（女）、王少琳（女）、王仁元、王乐义、王永涛、王军民、王金书、王晓菲（女）、邓向阳、左炳伟、宁长军、皮进军、吕明辰、任纪善、刘伟、刘士合、刘文蓉（女）、刘丕峰、刘春红（女）、刘慧晏、米培莲（女，回族）、许立全、孙伟、孙亮、孙守刚、孙述涛、苏毅然、杜立芝（女）、杜昌文、李文（女）、李群、李守信、李安喜、李克强、李法泉、李建国、李洪峰、李登海、杨军、杨守伟（女）、吴翠云（女）、宋远方、张少军、张传林、张江汀、张超超、张瑞敏、陈伟、陈虎、陈叶翠（女）、陈学利、邵明强、国家森、周玉华、赵峰、赵志浩、赵润田、柏继民、姜杰、姜大明、姜异康、高静（女）、高晓兵（女）、席秀海、焉荣竹、商志晓、梁步庭、彭实戈、韩凤祥、韩寓群、翟鲁宁（女）、翟黎明（女）、潘兴喜

### 河南省（68名）
丁巍、马正跃、王群、王生英（女）、王全书、王宏斌、王树山、王保存、王艳玲（女）、毛万春、尹晋华、邓凯、卢展工、申小梅（女）、申长雨、叶冬松、史济春、白洁（女）、白国周、任克礼、刘云山、米剑峰、祁金立、李亚、李克（壮族）、李文祥、李文慧、李玉香（女）、李庆贵、李连成、李树建、李秋霞（女）、杨岳、杨树平、吴天君、何雄、张春兰（女）、张笑东、张维宁、陈小江、陈奎元、陈艳芳（女）、陈祥恩、邵均克（女）、范钦臣、范素海、林英海、赵慧（女）、赵顷霖、赵素萍（女）、段喜中、侯红（女）、顾海红（女）、钱国玉、徐光、徐光春、高美丽（女）、郭庚茂、郭俊民、郭瑞民、凌解放、陶明伦、黄久生、曹维新、程相文、靳克文、雷方（女）、路国贤

### 湖北省（62名）
马俊镠（女）、王波（女）、王玲（女）、王静（女）、王兆国、王争艳（女）、王国生、王建鸣、王祥喜、车延高、尹汉宁、邓祥光（土家族）、邓崎琳、左光满、龙景庆（苗族）、朱汉桥、朱厚伦、刘丹丽（女）、刘石泉、刘发英（女，土家族）、刘善桥、刘新池、阮成发、苏柳英（女）、李晓红、李鸿忠、李新华、杨松、肖本平、肖旭明、肖菊华（女）、吴晓光、何柏胜、余凯新、汪丽红（女）、张启发、张昌尔、张岱梨（女）、张爱国、陈刚毅、范锐平、罗清泉、周霁、郑启湘、赵芸蕾（女）、侯长安、敖大焕（女）、钱远坤、徐平、郭有明、黄关春、黄国庆、黄楚平、梁惠玲（女）、蒋远华、谢明亮、楼阳生、路钢、蔡双亭、蔡其华（女）、谭纪雄、魏登殿（回族）

### 湖南省（63名）
丁荣军、马勇、马恭志、王柯敏、王秋沙、毛雨时、文力、文花枝（女）、石雪晖（女）、龙四清（女，侗族）、叶钦、叶红专（土家族）、田奇（女，土家族）、田金珍（女，苗族）、史耀斌、付玲（女）、兰朝红（女，苗族）、向力力、刘克利、刘英姿（女）、刘革安、孙建国、苏玲（女，回族）、杜青林、李亿龙、李微微（女）、李毓龙、肖百灵（女）、吴志雄、吴俞萍（女，白族）、何泽中、余锦柱（瑶族）、张国庆（女）、张硕辅、陈三新、陈君文、陈润儿、陈雪楚、陈肇雄、欧建春、罗海艳（女）、周强、周明觉、周茶秀（女）、胡伯俊、胡衡华、侯勇、徐涛（女）、徐守盛、卿渐伟、郭开朗、郭光文、黄兰香（女）、黄建国、梅克保、龚武生、梁稳根、蒋益民、舒斌、童名谦、路建平、熊清泉、戴道晋

### 广东省（69名）
万庆良、王荣、王迎军（女）、邓海光、朱小丹、朱明国（黎族）、朱泽君、刘海、刘小华、刘石明、刘奕鹏、闫文静（女）、江润浓（女）、许光、许玫英（女）、杜晓娟（女）、李锋、李嘉、李玉妹（女）、李春洪、李贻伟、杨杰（女）、肖志恒、邱影（女）、何忠友、何静虹（女）、汪洋、沈小琴（女）、张广宁、张恒珍（女）、张雪萍（女）、陈文娟（女）、陈杏芬（女）、陈建辉、陈绿平、林雄、林少春、林俊亮、欧广源、罗伟其、郑红、郑鄂、郑振涛、郑雁雄、冼东妹（女）、赵广军、赵丹丹（女，瑶族）、赵建国、侯凡凡（女）、饶富通、贾东亮、徐少华、徐建华、徐萍华（女）、黄强、黄龙云、黄业斌、黄华华、黄先耀、黄素英（女）、梁伟发、梁维东、葛长伟、曾志权、曾颖如（女）、温国辉、廖晖、熊永兰（女）、薛晓峰

### 海南省（26名）
马勇霞（女，回族）、王一新、邢诒川、刘文伟、刘庆鸯（女）、许俊、孙家正、李丽花（女）、李秀领、李宪生、肖若海、何西庆（女）、张琦、张陈慧、陈峰、陈辞、陈忆多（黎族）、陈志荣（黎族）、武雪丽（女）、罗保铭、罗素兰（女）、胡光辉、姜斯宪、黄玉香（女，黎族）、蒋定之、谭力

### 四川省（72名）
丁爱谱（女）、马剑霞（女，彝族）、王坚（女）、王文华、王志强、王抒祥、王怀臣、王建军、王顺友（苗族）、王家元、文建明、邓朴方、冉雪梅（女）、向巧（女，苗族）、刘成鸣、刘作明、刘宏建、刘奇葆、刘国强、刘荣富、李刚、李伟、李佳（女）、李静（女）、李长春、李向志、李昌平（藏族）、李春城、李登菊（女）、李鹭光、杨冬生、杨洪波、肖业刚、吴菊芬（女）、吴靖平、余永武、冷刚、张山（女）、张彤、张济、张邦举、陈光志、武勇、罗玮（女）、罗强、侍俊、泽仁旺姆（女，藏族）、赵宪庚、赵爱明（女）、胡昌升、柯尊平、钟勉、钟利萍（女）、侯雄飞、聂海涛、徐孟加、高烽、唐坚、黄新初、黄德春、崔保华、梁劲松、斯泽夫、葛红林、蒋敏（女，羌族）、蒋巨峰、焦伟侠、曾万明、谢世杰、蓝海鹰（女）、雷洪金、翟占一

### 贵州省（38名）
马宁宇、王江平、王迪芬（女，侗族）、王晓光、王朝文（苗族）、王富玉（回族）、韦族琼（女，水族）、申友强（仡佬族）、吕丽（女）、朱立军、刘丛强、刘晓凯（苗族）、孙永春、李军、李豫滇、杨霞（女，土家族）、杨兴友（仡佬族）、余留芬（女）、邹市明、宋璇涛、陈坚、陈鸣明（布依族）、陈敏尔、季克良、赵克志、姚小泉、秦如培、莫勤（女，布依族）、栗战书、钱运录、殷文霞（女）、黄家培（彝族）、崔亚东、崔向前（女）、谌贻琴（女，白族）、喻红秋（女）、廖少华、廖国勋（土家族）

### 云南省（47名）
刀林荫（女，傣族）、马正山（独龙族）、王君正、王树芬（女，藏族）、王裕宁（壮族）、仇和、尹建业（白族）、孔祥庚（彝族）、邓前堆（怒族）、尼玛拉木（女，藏族）、毕世华（彝族）、朱有勇、刘一平（白族）、刘维佳、江普生、李江（女）、李磊、李正阳、李兆焯（壮族）、李纪恒、李娜倮（女，拉祜族）、李桂英（女，彝族）、李新萍（女）、杨子芹（女，布朗族）、杨洪波（白族）、辛维光、沈培平、张太原、张田欣、张昆华、张润相（女，景颇族）、张登亮、陈凤仙（女，佤族）、邵素芳（女，傈僳族）、纳杰（回族）、岩帕（傣族）、罗玉生（哈尼族）、罗正富（彝族）、和红梅（女，纳西族）、夜礼斌（彝族）、赵立雄（白族）、赵华标、段跃庆、段煜芬（女）、秦光荣、夏天敏、晏友琼（女）

### 陕西省（43名）
兀宏政、千军昌、马中平、王海玲（女）、方玮峰、石光银、田维平、冯新柱、庄长兴、刘刚、刘丽鸽（女）、江泽林、孙金艳（女，回）、孙清云、李金华、李锦斌、李豫琦、杨芳（女）、杨瑞辉（女）、沈浩、张民席、张会民、陈彦、罗振江、郑南宁、赵正永、赵乐际、胡志强、娄勤俭、祝作利、姚引良、郭永平、唐俊昌、黄玮（女）、常亚琼、崔荣华、梁桂、舒德干、雷洋洲、窦铁成、薛莹（女）、魏民洲、魏增军

### 甘肃省（39名）
马青林（回族）、王栋、王三运、王万青、王学书、王胜俊、王玺玉、王寒松、火荣贵、冉新权、冯健身、权有让、刘田家、刘生荣、刘伟平、刘素花（女）、闫桂珍（女，满族）、安永香（女，裕固族）、杜钧、李慧（女）、李子奇、杨子兴、杨志强、吴德刚、沙拜次力（藏族）、张伟文、张晓兰（女）、张智全、陆浩、陈冬梅（女）、欧阳坚（白族）、咸辉（女，回族）、袁占亭、晁亚玲（女）、高大康、流云（女）、黄强、斯日古楞（蒙古族）、魏建荣

### 青海省（28名）
于丛乐、才哇（藏族）、才层玛（女，蒙古族）、王建军、毛小兵、邓生智、旦科（藏族）、包楚雄、乔明明、多杰热旦（藏族）、齐玉、严金海（藏族）、苏磊红（女，回族）、杜捷、李选生、李桃花（女，土族）、辛国斌、陈风莲（女）、林亚松、卓玛措（女，藏族）、郑万通、居文斌、屈巧哲（女）、骆桂花（女，回族）、骆惠宁、徐福顺、韩海峰（撒拉族）、强卫

### 内蒙古自治区（40名）
丁新民（蒙古族）、于永泉（蒙古族）、山丹（女，蒙古族）、王中和、王学丰、王程熙、云光中（蒙古族）、云喜顺（蒙古族）、乌兰（女，蒙古族）、巴特尔（蒙古族）、布小林（女，蒙古族）、廷·巴特尔（蒙古族）、任亚平、华建敏、刘俊芳（女）、那顺孟和（蒙古族）、孙炜东（蒙古族）、杜梓、李佳、李红艳（女）、李志明、李鹏新、何小菊（女）、何永林、宋殿琛、张力、张建国、张根九、武荷香（女）、罗志虎（蒙古族）、周秉利、孟立志（达斡尔族）、胡春华、侯元、贺卫芳（女）、凌云（女，鄂伦春族）、梅花（女，鄂温克族）、梅园雪（女，满族）、鲍常青（蒙古族）、潘逸阳

### 广西壮族自治区（46名）
马飚（壮族）、王可、王小东、王远文、王革冰（女）、王瑞琼（女，壮族）、车荣福、石生龙（满族）、回良玉（回族）、危朝安、刘君、刘正东、刘志勇（满族）、李康（女，壮族）、李婷（女，侗族）、李建珍（女）、吴天来、吴恩来、余远辉（瑶族）、沈阳、沈北海、沈荔芳（女）、张秀隆、张晓钦、陈刚、陈武（壮族）、陈际瓦（女）、范晓莉（女，回族）、林念修、金湘军、周贤良（壮族）、周标亮（女，壮族）、周新建、赵乐秦、钱琳（女，壮族）、郭声琨、黄丹红（女）、黄文宣（壮族）、黄世勇（壮族）、彭晓春、曾建民、曾冠文（壮族）、温卡华（壮族）、谢华娟（女，壮族）、赖德荣、谭海涛

### 西藏自治区（28名）
万超岐、王沪宁、丹增朗杰（藏族）、四郎多吉（藏族）、白玛赤林（藏族）、白玛德吉（女，藏族）、尼玛扎西（藏族）、边巴扎西（藏族）、向巴平措（藏族）、多布杰（藏族）、齐扎拉（藏族）、阿梅（女，藏族）、陈全国、其美仁增（藏族）、拉巴（藏族）、旺姆（女，门巴族）、罗布顿珠（藏族）、金建（女，珞巴族）、金书波、周广智、赵合、郝鹏、洛桑江村（藏族）、秦宜智、索娜央宗（女，藏族）、措吉（女，藏族）、梁田庚、税小芳（女，藏族）

### 宁夏回族自治区（30名）
马廷礼（回族）、王俭（神华宁煤）、王正伟（回族）、王有德（回族）、王建伟（女，回族）、王彦兰（女，回族）、尤天军、左军、白立忱（回族）、白春兰（女）、白雪山、刘卉（女）、刘慧（女，回族）、纪峥、苏德良、李健（女）、李文章、吴永虎、何桂琴（女，回族）、张毅、陈莉（女）、陈绪国、袁家军、徐广国、郭虎、崔波、彭凡、彭友东、傅兴国、蔡国英

### 新疆维吾尔自治区（42名）
丁岩（女，回族）、马宁·再尼勒（哈萨克族）、马雄成（回族）、车俊、巴哈尔古丽·赛买提（女，维吾尔族）、艾力更·依明巴海（维吾尔族）、古丽夏提·阿不都卡德尔（女，维吾尔族）、司马义·铁力瓦尔地（维吾尔族）、地力毛拉提·依布拉音（塔吉克族）、吐尔逊娜依·依不拉音江（女，维吾尔族）、朱海仑、伊力汗·奥斯曼（维吾尔族）、刘剑、刘俊美（女）、刘新齐、闫汾新、关丽华（女）、买买提江·吾买尔（维吾尔族）、杨剑（女）、吴平河（锡伯族）、邱树华（女）、库来西·坎吉（维吾尔族）、宋爱荣（女）、张博、张新、张春贤、阿巴合·再努拉（哈萨克族）、陈新发、努尔·白克力（维吾尔族）、努尔兰·阿不都满金（哈萨克族）、迪力努尔·艾则孜（女，维吾尔族）、帕尔哈提·吐尔地（柯尔克孜族）、周永康、姚长华（女）、徐志新、黄卫、黄三平、梅莲（女）、彭家瑞、韩勇、程振山、奥曲尔（蒙古族）

## 港澳台
王红兵、王志民、叶露昆、白志健、许东、许开程、刘琪、麦晴（女）、苏辉（女）、李刚、李海兰（女）、杨凡、吴琼开、宋林、张云虎、张学武、陈建飚、林青（女）、林明月（女）、和广北、郝铁川、徐泽、郭莉（女）、黄兰发、常毓兴、梁国扬、彭清华、傅育宁

## 解放军和武警部队

### 解放军（251名）
乙晓光、丁毅、刁国新、于大清（满族）、于起峰、于家声、马发祥、马成效（回族）、马金永、马学义、马晓天、王平、王宁、王健、王群、王静（女）、王小京、王长江、王玉发、王业明、王圣田、王兴武、王军锋、王宏民、王建民、王建伟、王保成、王洪尧、王冠中、王晓龙、王家胜、王祥富、王喜斌、王登平、王新力、王耀鹏、尤海涛、牛红光、毛新宇、尹璐（女，满族）、邓瑞华、艾虎生、石晓、石香元、田修思、史鲁泽、白吕、白杨民（藏族）、白念法、吉文明、吐尔迪（维吾尔族）、年福纯、朱生岭、朱争平、朱和平、朱洪达、朱福熙、刘建、刘胜、刘珪、刘晶（女）、刘源、刘小午、刘卫星、刘东红（女）、刘生杰、刘亚洲、刘成军、刘志明、刘国治、刘国胜、刘金鹤、刘念光、刘建国、刘振来（回族）、刘晓北、刘晓江、刘晓明、刘晓榕、刘粤军、刘福连、刘德伟、许进林、许其亮、孙燕（女）、孙传英、孙建国、孙思敬、孙黄田、严利珍（女）、苏支前、杜金才、杜恒岩、杜景臣、李弘、李健、李长才、李书章、李世明、李有新、李安东、李尚福、李笃信、李晓钰、李继耐、李景文、杨屹（女）、杨晖、杨永飞、杨再礼、杨国海、杨金奎、杨学军、杨俊兴、吴长海、吴永亮、吴昌弟、吴昌德、吴胜利、何敏（女，满族）、何正海、何洪涛（满族）、何祥美、何清成、邹运明、沈金龙、宋凤鸣、宋建荣、张阳、张林、张欧、张又侠、张世俊、张仕波、张贡献、张茂春、张育林、张学敏、张建华、张建设、张建胜、张绘武、张烈英、张海阳、张景亭、陆晓、陆福恩、陈革、陈勇、陈大民（回族）、陈炳德、苗华、范长龙、范长秘、范骁骏、尚亚黎（女）、金霞（女）、金心华、周乐（女）、周为民、周明贵、周和平、郑勤、郑群良、郎友良、房萍（女）、房建国、房峰辉、孟昭斌、赵大鸣、赵云霄、赵以良、赵克石、赵忠新、赵宗岐、赵维军、荣森芝、胡艳（女）、胡毓浩、侯树森、侯海涛、秦生祥、秦银河、袁斌、袁辽荣（女）、耿燎原、聂守礼、贾元友、贾廷安、柴绍良、钱立志、徐英、徐才厚、徐卫兵、徐远林、徐经年、徐粉林、殷方龙、高亢、高津、高东璐、高建国、郭伯雄、郭若冰、唐国庆、黄松、黄日乾、黄长强、黄志永、黄建国、黄集骧、黄善春、梅文、曹竹兵、戚建国、戚智学、盛德华、常跃、常万全、崔昌军、章沁生、梁光烈、董凤纯、董明祥、蒋伟烈、程晓健（女）、傅怡、焦刘洋（女）、谢武忠、楚科纬、靖志远、窦树军、褚益民、蔡英挺、蔡金燕（女）、管小芳（女）、廖平、廖可铎、廖锡龙、谭本宏、谭艳梅（女）、潘俊（侗族）、潘良时、潘晓宇、薛峰、薛凝冰、戴勇、魏钢、魏亮、魏凤和、魏文徽

### 武警部队（49名）
丁晓兵、丁秘枣（女，蒙古族）、于建伟、王诚、王信、王涛、王长河、王建平、牛志忠、亢进忠、孔令柱、卢江辉、仲轩、庄仕华、刘武、刘丽霞（女）、刘振林、许世宏、许耀元、李文（女，回族）、李黎明（蒙古族）、杨绍华、汪象华、宋兵役、张红朝、张瑞清、陈进、陈国桢、范宝辉、罗永峰（壮族）、岳曦、郑静晨、孟建柱、赵永平、胡汉武、侯小勤、姚立功、秦友来、贾临波、唐晓、黄华刚、黄志远、董书民、程伟、詹海观、颜晓东、潘昌杰、薛国强、戴建国